# Sankta Birgittakyrkan, Loppis
Sankta Birgittakyrkan eller Loppis gamla kyrka (finska: Santa Pirjon kirkko eller Lopen vanha kirkko) är en historisk träkyrka i Loppis i det finländska landskapet Egentliga Tavastland. Kyrkan har antagligen uppförts på 1660-talet. Kyrkan ligger på en hög kulle nära Loppis kyrkby. Kyrkan är helgad åt Heliga Birgitta.
Sankta Birgittakyrkan används av Loppis församling. Församlingen har också en annan kyrka i kommunen; Loppis kyrka. Loppis gamla kyrka tillhör värdefulla byggda kulturmiljöer av riksintresse och är därmed skyddad enligt lag. Bredvid kyrkan finns Loppis hembygdsmuseum.

## Historia och arkitektur
Sankta Birgittakyrkan är en liten träkyrka byggd i timmer med pärttak. Man vet inte exakt när kyrkan byggdes eftersom gamla dokument som troligen omnämner kyrkan förstördes i en brand år 1880. Man trodde först att kyrkan kunde ha byggts redan vid sekelskiftet 1400-1500 men enligt senaste forskningen har man fastställt att timmer i kyrkväggarna är från omkring 1665-1666.
Omkring kyrkan finns en gammal begravningsplats. Idag kvarstår endast endast släkten Törnes minnesmärke och Sakari Pälsis grav av den gamla gravgården.
Kyrkan användes för gudstjänster regelbundet fram till år 1805. Nuförtiden ordnar församlingen bönestunder i kyrkan en gång per veckan. Kyrkan har ingen elektricitet eller orgel vilket begränsar användning av kyrkan.